# BD BDe 8/8
Als BDe 8/8 werden die neun meterspurigen elektrischen Gelenktriebwagen der früheren Bremgarten-Dietikon-Bahn (BD) in der Schweiz bezeichnet, die 1969 anlässlich der Fahrspannungserhöhung von 900 auf 1200 Volt Gleichspannung angeschafft wurden.

## Technisches
Die Triebwagen besitzen einen dreiteiligen Wagenkasten in leichter Stahlbauart, die sich auf vier Einmotordrehgestelle mit Scheiben- und Magnetschienenbremsen abstützen. Der Mittelwagen ist mit Jakobs-Drehgestellen mit den Endwagen verbunden. Die 200 PS starken Fahrmotoren sind in den Drehgestellen längs angeordnet und fest gelagert. Sie treiben die beiden benachbarten Achsen über Gummigelenk-Kardanantriebe und Hohlwellen-Hypoidgetriebe an.
Der Mittelwagen hat auf der einen Seite ein Gepäckabteil mit Schiebetüre, auf der anderen Seite ein zweifenstriges Personenabteil und in der Mitte eine Falttür. Die beiden Endwagen besitzen hinter dem Führerstand eine Falttüre sowie ein Personenabteil mit fünf Fenstern auf jeder Seite. Das Fahrzeug besitzt nur Plätze 2. Klasse.
Als Betriebsbremse dient eine Widerstandsbremse. Die elektrisch gesteuerte Druckluftbremse wird in der Regel nur in den untersten Geschwindigkeiten eingesetzt. Die Scheibenbremse ist mit einer elektro-pneumatischen Federspeicherbremse ergänzt, die als Feststellbremse dient. Die MFO-Hüpfersteuerung erlaubt die Vielfachsteuerung von zwei Triebzügen. Als Endkupplungen dienen BSI-Kompaktkupplungen.

## Betriebliches

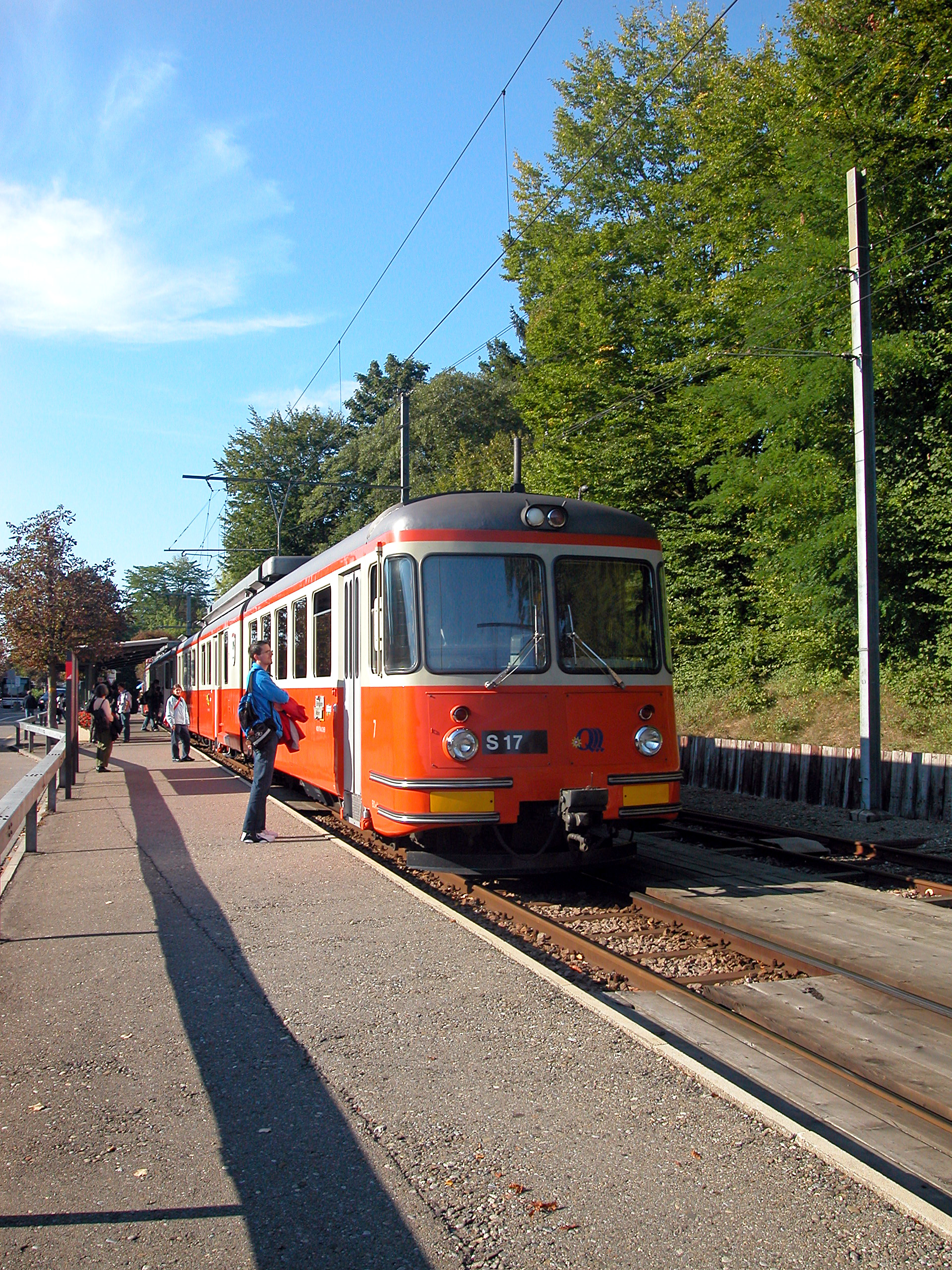
BDe 8/8 7 als S17 in Wohlen

Bis zur Ablieferung der Be 4/8 21–25 1993 wickelte die Bahn mit diesen Triebzügen den gesamten planmässigen Personenverkehr ab. Die beiden an die neue Spannung angepassten BDe 4/4 10 und 11 wurden vorwiegend für Güter- und Dienstzüge verwendet.
Vom 10. April bis Mitte Juli 1969 verkehrte der damals fabrikneue BDe 8/8 auf der Frauenfeld-Wil-Bahn als Ersatz für die verunfallten Be 4/4 202 und Ge 4/4 7. Vom 11. September bis zum 15. Oktober 1969 absolvierte der BDe 8/8 3 Probefahrten auf dem Netz der SZB/VBW.
Am 22. Oktober 1969 kollidierten unterhalb Heinrüti zwei BDe 4/4. Dabei wurden die zwei Führerstände völlig zerstört. Um die Triebzüge schneller instand setzen zu können, tauschte die BD den Endteil 3 des BDe 4/4 1 mit den Endteil 3 des BDe 4/4 4.
Nach Ablieferung der ABe 4/8 in den Jahren 2010–2011 wurden die Triebzüge ausrangiert und abgebrochen. Einzig der BDe 8/8 7 ist als historisches Fahrzeug erhalten geblieben.

## Namen und Wappen

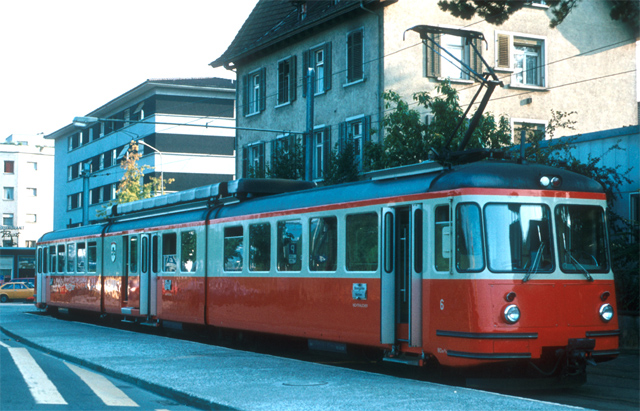
BDe 8/8 6 in Dietikon, etwa 1982

| Nr. | Name   | Wappen |
| --- | ------ | ------ |
| 1   | Aarau  |        |
| 2   | Zürich |        |
| 3   | Wohlen |        |

| Nr. | Name       | Wappen |
| --- | ---------- | ------ |
| 4   | Bremgarten |        |
| 5   | Zufikon    |        |
| 6   | Berikon    |        |

| Nr. | Name          | Wappen |
| --- | ------------- | ------ |
| 7   | Widen         |        |
| 8   | Rudolfstetten |        |
| 9   | Dietikon      |        |